# Bellatorias
Bellatorias — рід сцинкоподібних ящірок родини сцинкових (Scincidae). Представники цього роду мешкають в Австралії і Папуа Новій Гвінеї.

## Види
Рід Bellatorias нараховує 3 види:
- Bellatorias frerei (Günther, 1897)
- Bellatorias major (Gray, 1845)
- Bellatorias obiri (Wells & Wellington, 1985)

## Етимологія
Наукова назва роду Bellatorias походить від слова лат. bellatorius — войовничий.